# Samii
Samii est le nom d'une famille iranienne installée dans une province du nord de l'Iran, le Gilan. 

## Histoire
Ils descendent de Hajj Samii Rashti, qui s'est installé à Rasht à l'époque de Nader Shah Afshar. Celui-ci, après son retour d'Inde, avait en effet repris aux Russes les territoires du Nord de l'Iran (campagne du Turkestan en décembre 1740 et du Daghestan en 1741) et offert à ses fidèles compagnons de guerre les khanats de ces nouveaux territoires.
Le nom de Samii peut se traduire comme « celui qui  écoute » ou « celui qui entend ». Les Samii sont connus comme les Khans (princes) de Rasht, ville proche du littoral de la Mer Caspienne. Cette appellation doit se lire à la lumière des titres mongols : « Son usage attesté d'abord chez les tribus non converties nomadisant dans les steppes asiatiques était passé ensuite en milieu islamique médiéval dans les dynasties turques telles que les Karkhanides et les Seldjoukides qui le firent se répandre, à partir du XIIe siècle, dans tout leur empire ». Il ne s'agit donc pas de l'appellation courante donnée à l'Est de l'Iran, jusqu'en Inde (ou Khan peut être assimilé à Monsieur).
Peu de références aux Khans de la famille Samii se retrouvent dans les archives historiques et la littérature. L'on peut citer Hedayatollah Khan Samii, assassiné à Moscou à la fin du XIXe siècle. Relevons également Adib al Saltaneh Samii (Hossein Samii) (c. 1879-1954), né à Rasht, fils de Hassan Adib al Saltaneh. En 1915, il rejoint le gouvernement impérial en exil, comme ministre de l'intérieur, avant de revenir en Iran en 1918. Responsable de plusieurs ministères de 1922 à 1927, il reçut la charge de direction de la Cour impériale de 1935 à 1938.
Le dernier personnage public est Abdol Hossein, Ministre des Sciences et de la Recherche dans le dernier gouvernement du Shah Mohammad Reza Pahlavi.